# Half Hour of Power
A kanadai Sum 41 zenekar első EP-je, 2000. június 27-én jelent meg a Big Rig/Mercury Records gondozásában.

## Számlista
- 01. – Grab the Devil by the Horns and Fuck Him Up the Ass
- 02. – Machine Gun
- 03. – What I Believe
- 04. – T.H.T.
- 05. – Makes No Difference
- 06. – Summer
- 07. – 32 Ways to Die
- 08. – Second Chance for Max Headroom
- 09. – Dave's Possessed Hair / It's What We're All About
- 10. – Ride the Chariot to the Devil
- 11. – Another Time Around